# Les Parres de Castellot
Les Parres de Castellot (en aragonès: Las Parras de Castellot, en castellà: Las Parras de Castellote) és un municipi de l'Aragó, de la comarca del Baix Aragó.